# Glückstädter Rezess
Der Glückstädter Rezess war ein vertraglicher Vergleich zwischen König Friedrich III. von Dänemark und Norwegen und dem Herzog von Schleswig-Holstein-Gottorf Christian Albrecht, durch den in einer Phase der Annäherung bis dahin aufgelaufene Differenzen beigelegt werden sollten. Er wurde am 12. Oktober 1667 in der „Königlichen Stadt und Veste“ Glückstadt unterzeichnet und besiegelt.

## Vorgeschichte
Nachdem Friedrich I., König von Dänemark und infolge des Vertrags von Ripen in Personalunion Herzog von Schleswig und Holstein, im Jahre 1533 gestorben war, teilte sein Sohn und Nachfolger Christian III. die beiden Herzogtümer 1544 mit seinen Brüdern Adolf und Hans. Die Herzogtümer wurden dabei nicht in gleich große, in sich geschlossene Flächen aufgeteilt, sondern jeder erhielt kleine Verwaltungseinheiten (Ämter, bzw. Harden) mit ähnlichem Steueraufkommen, die über das ganze Territorium verstreut waren. In diesen Gebieten konnten die Herzöge innenpolitisch unabhängig regieren. Städte, Kirchengüter und Adelige Güter wurden gemeinsam regiert. Auch die Außenpolitik und die Landesverteidigung oblagen den Herzögen gemeinsam. Als Hans 1580 kinderlos starb, wurde sein Anteil zwischen den verbliebenen Parteien aufgeteilt. Damit gab es am Ende des 16. Jahrhunderts zwei Herzöge von Schleswig-Holstein. Adolf wurde, benannt nach seinem Stammsitz Schloss Gottorf, erster Herzog von Schleswig-Holstein-Gottorf.
Diese geopolitische Lage wurde für Adolfs Enkel Friedrich III. von Schleswig-Holstein-Gottorf zum Dilemma, als der protestantische König Christian IV. von Dänemark zu Beginn des Dreißigjährigen Krieges als Führer des Niedersächsischen Reichskreises gegen den katholischen Kaiser Krieg führte, denn im schleswigschen Teil seines Herrschaftsgebiets war er Lehnsmann des dänischen Königs, im holsteinischen aber Lehnsmann des Kaisers. Als nach der Niederlage des Niedersächsischen Reichskreises kaiserliche Truppen 1626 Schleswig und Holstein besetzten, schloss der Herzog eigenmächtig Bündnisse mit den Besatzern, um Schaden von seinem Land abzuwenden. Christian IV. antwortete auf diesen Treuebruch mit der Besetzung der Gottorfer Gebiete. Erst der Lübecker Frieden vom Mai 1629 führte zu einer Versöhnung, das Vertrauensverhältnis zwischen König und Herzog blieb jedoch gestört.
Als im Torstenssonkrieg 1643/44 schwedische Truppen die Herzogtümer besetzen, schloss Herzog Friedrich III. einen Neutralitätsvertrag mit Schweden, während das Königreich Dänemark 1645 im Frieden von Brömsebro die Bistümer Bremen und Verden an Schweden abtreten musste. Um sich eine Landbrücke in die neuen Besitztümer über Jütland zu sichern, unterstützte Schweden Schleswig-Holstein-Gottorfs Selbständigkeitsbestrebungen gegenüber Dänemark. Diese Verbindung wurde durch die vom Gottorfer Kanzler Johann Adolph Kielmann von Kielmannsegg ausgehandelte Hochzeit von Friedrichs Tochter Hedwig Eleonora mit dem schwedischen König Karl X. Gustav gefestigt. Unterstützt von Schweden verfolgte Herzog Friedrich III. den Plan der völligen Souveränität seines Herzogtums und der Aufhebung der Gemeinschaftlichen Regierung mit Dänemark.
1657 gelang Schweden im Zweiten Nordischen Krieg ein schneller Sieg gegen das Königreich Dänemark, auch weil das Gottorfer Herzogtum den schwedischen Truppen freien Durchzug gewährt hatte. Im Frieden von Roskilde vom 24. Februar 1658 bekam Schleswig-Holstein-Gottorf die Souveränität zugesprochen, die die herzoglichen Ämter im Herzogtum Schleswig aus der dänischen Lehnshoheit lösten. Die Gemeinschaftliche Regierung und die Union mit Dänemark blieben jedoch bestehen. Doch noch im selben Jahr gelang es dem dänischen König Friedrich III., die Schweden zu vertreiben. Das Gottorfer Herzogtum wurde besetzt. Herzog Friedrich III. starb 1659 in seiner belagerten Festung Tönning. Der Frieden von Kopenhagen am 5. Juni 1660 bestätigte die Aufhebung des Lehnsverhältnisses, machte aber die Hoffnung auf die volle Souveränität zunichte. Der neue Herzog Christian Albrecht war so einerseits unabhängig vom dänischen König, auf der anderen Seite zwang die Gemeinschaftliche Regierung zur Zusammenarbeit und durch die nach wie vor bestehende Union mit Dänemark blieb er dem König untergeordnet.

## Die Abgesandten
Über die folgenden 20 Punkte verhandelten jeweils drei Bevollmächtigte für den König von Dänemark und drei für den Herzog von Schleswig-Holstein-Gottorf, die den Rezess am Ende auch unterzeichneten:
- Cai von Ahlefeldt, ein altgedienter und angesehener Diplomat in dänischen Diensten
- Friedrich von Ahlefeldt, Statthalter im königlich-dänischen Anteil von Schleswig-Holstein (aus einer anderen Linie des Adelsgeschlechts)
- Conrad Wasmer war Jurist und arbeitete als Rat bei der königlichen Regierungs- und Justizkanzlei in Glückstadt
- Johann Adolph Kielmann von Kielmannsegg, Hofkanzler des Herzogs von Schleswig-Holstein-Gottorf, Kammer- und Regierungspräsident
- Sein Sohn Friedrich Christian Kielman von Kielmansegg, gottorfscher Kammer- und Landrat
- Andreas Cramer, gottorfscher Hof- und Kanzleirat

## Inhalt des Vergleichs
1. Zur Erhaltung des guten Einvernehmens zwischen Ihrer Königlichen Majestät und Ihrer Hochfürstlichen Durchlaucht soll alles, was der Union und den alten Verträgen bisher zuwidergehandelt wurde, zu beyden Theilen gäntzlich vergeßen, aufgehoben und getilget seyn ("gegenseitige Amnestie"). Das in den Verträgen von 1658 und 1660 Vereinbarte bleibt allerdings bestehen. Besagte Union soll in ihrem Wert, weder in Friedens- noch in Kriegszeiten, von keiner Seite belastet werden.
2. Der König akzeptiert die Vereinbarungen, die Christian Albrechts Vater am 6. Juli 1647 mit dem Domkapitel zu Lübeck über die Anwartschaft bestimmter Personen gottorfscher Linien zur Bischofswahl getroffen hat. Der Herzog verspricht aber, bei nächster Gelegenheit mit dem Domkapitel zu vereinbaren, dass, „nachdem besagte fürstliche Personen und Generationen vorbei“ sind, abwechselnd ein königlicher und ein fürstlicher Nachkomme berücksichtigt wird.
3. Im fürstlichen Amt Sonderburg wird dem Herzog von Seiten des Königs die gemeinsame Regierung in den zugekauften Adeligen Allodialgütern zugestanden. In den Lehnsgütern behält aber der König die Oberlehnsherrlichkeit und -gerechtigkeit, mit allen damit verbundenen Rechten.
4. Der Herzog soll die Gebiete, die wegen der Überflutung aus der Landesmatrikel gelöscht wurden, nun aber bereits trockengelegt sind, nach ihrer Instandsetzung der Landesmatrikel wieder hinzufügen.
5. Die Truppen, die vom Fürstentum Holstein für die Reichs- und Kreishilfe gefordert werden, hat bisher zur Hälfte der Herzog gestellt. Das fürstliche Kontingent musste aber durch königliche Ämter unterhalten werden und hat auch nicht so viel ausgemacht wie der Anteil des Königs. Künftig soll die zu stellende Anzahl der Soldaten entsprechend der landwirtschaftlich genutzten Fläche im Fürstentum Holstein aufgeteilt werden.
6. König und Herzog wollen gebührende Befehle erteilen, dass die jeweiligen Untertanen nicht mehr auf Grund und Gütern jagen dürfen, auf denen sie dazu keine Befugnis haben. Die Situation auf den gemeinsam regierten Gütern soll, wie vom Herzog vorgeschlagen, durch von beiden Seiten ausgewählte Kommissionen[6] geregelt werden.
7. Wie aus der Rendsburgischen Zollrechnung ersichtlich, haben die fürstlichen Untertanen aus Stadt und Amt Husum und auch aus Eiderstedt in den Jahren 1658 bis 1665 für insgesamt 16667 Stück Vieh keinen Zoll eingezogen/entrichtet. Der Herzog hat seinen Untertanen keine Zollfreiheit erteilt. Daher weigert er sich, den Verlust, den der König dadurch erlitten hat, auszugleichen. Die Leute sollen ihren Zoll nachzahlen, damit der König seinen Anteil davon erheben kann.
8. Wegen des Anspruchs auf die Insel Buldshövet, der Grenzbeeinträchtigung und das gemeinschaftliche Weiderecht der Lörer und Rickelshofer auf der Heide, der dreyen Kruge Landes[7] bei Hemmingstett, des beanspruchten Herrengeldes für 40 Morgen Landes zu Feddering, der Erledigung der außerordentlichen Beschwerde wegen dem, was der herzögliche Anteil von Dithmarschen größer ist als der königliche, der Wiederaufrichtung der alten Grenzpfähle im Amte Segeberg, und was von dergleichen Irrungen in den Ämtern noch vorhanden ist, sollen vom König und vom Herzog Abgesandte[8] beauftragt werden, die sich die Sachen ansehen, beide Seiten anhören und gütlich vergleichen oder den Fall durch rechtlichen Spruch entscheiden.
9. Bezüglich des Klosters Uetersen, das der Herzog unter die gemeinschaftliche Regierung ziehen möchte, wurde verglichen, dass der Klosterbezirk samt den Gebäuden daruntergezogen wird. Die dazugehörigen Dörfer und alle Untertanen verbleiben in ihren jeweiligen königlichen Ämtern.
10. Das Anliegen etlicher adeliger Patronatskirchen, dass ihnen statt der einseitigen die simultane Visitation zustände, soll in der Sache erledigt werden.
11. Über die Ansprüche, die (dem verstorbenen) Herzog Friedrich durch den Verlust des versprochenen Coadjutorats am Erzstift Bremen entstanden sind, hat man sich auf 55.000 Reichstaler verglichen. Zur Begleichung der Summe soll in Gottorf für jedes Stück durchgetriebenes Vieh statt der bisherigen 3 Schilling nun eine Mark Lübsch entrichtet werden. Auf königlicher Seite in Vinzier vor Rendsburg wird eine Zollstelle errichtet, an der ebenfalls eine Mark Lübsch zu zahlen ist, falls dies nicht schon in Schleswig erledigt wurde. Von dem, was an beiden Orten erhoben wurde, erhält der König die eine, der Herzog die andere Hälfte. Dafür soll die Forderung aus der von König Christian IV. ausgegebenen Schuldverschreibung vom 13. Juli 1621 entfallen und diese bei Vollziehung des Vergleichs sofort annulliert werden.
12. Was die Kontroverse um die Festung Friedrichsort betrifft, so verspricht der König, dass weder der Herzog noch seine Nachfahren, Länder, Ämter oder Städte einen Nachteil oder Schaden durch sie erleiden sollen, sei es in Friedens- oder in Kriegszeiten. Falls es einmal zum Krieg kommt, sollen die Untertanen des Herzogs nicht zu Verpflegung oder dergleichen herangezogen werden. Sollte es de facto doch passieren, dann soll das, was sie tatsächlich mehr gegeben oder erlitten haben, durch sämtliche Einwohner der übrigen beiden Herzogtümer ausgeglichen werden. Auch soll der Handel der herzöglichen Stadt Kiel nicht beeinträchtigt und vorbeifahrende Schiffe nicht dazu gezwungen werden, ihre Waren dort zum Verkauf anzubieten.
13. Obwohl die sogenannte Perequationssache[9] wegen Einwänden von beiden Seiten nicht erledigt oder verglichen werden konnte, soll sie jedoch nach Anweisungen der Union binnen Jahr und Tag entschieden werden.
14. Ebenso wollen beide Herren baldmöglichst einige Abgesandte[8] beauftragen, die mit Hinzuziehung von Deputierten der Vier Städte darauf hinarbeiten, dass das Städtegericht[10] wieder errichtet wird.
15. Über die vom Herzog gewünschte Abschaffung des Zolls zu Ültzeburg hat man sich seitens ihrer Königlichen Majestät noch keine Meinung gebildet. Wenn es aber zu der vorgeschlagenen Verpachtung der Zölle kommen sollte, wird sich der König darüber sicherlich problemlos mit dem Herzog vergleichen.
16. Ansonsten will der König die Oldesloer mit ernstlichem Auftrag sofort anweisen, ihren Beitrag zur Reparatur des Mühlendamms zu leisten, damit weiterer Schaden verhindert wird.
17. Gleichfalls soll der König das vom Vater des Herzogs, Friedrich III., ausgegebene Diplom wegen der Stadt Hamburg, wenn er es wieder in Besitz gebracht hat, sofort an den Herzog aushändigen und sich dessen niemals wieder bedienen. Im Übrigen wird es hiermit für ungültig erklärt.
18. Bezüglich des Austernfangs bei Wiedingharde und der Wasserlösung[11] zwischen Ribe und Tondern sollen von König und Herzog unparteiische Abgesandte[8] benannt werden, die sich die genannten Orte ansehen, Außenkoogsleute[12] hinzuziehen und Lösungen herbeiführen.
19. Der König will die Privilegien anerkennen, die die herzöglichen Untertanen für den Handel im Königreich Norwegen erhalten haben.
20. Bei den Erörterungen anno 1658 in Kopenhagen hatte der Vater und Vorgänger des Herzogs die Aufhebung der gemeinsamen Regierung von Prälaten, Ritterschaft und Städten gefordert. Weil die fürstlichen Abgesandten hierzu keine Verhandlungsinstruktionen haben, wird diese Sache vertagt.

## Folgen
Zwei Wochen nach Vertragsschluss heiratete Christian Albrecht am 24. Oktober 1667 die 18-jährige Friederike Amalie (1649–1704), die zweite Tochter des dänischen Königs. Über diese Ehe war bereits zu Lebzeiten von Herzog Friedrich III. verhandelt worden, jedoch hatten die politischen Umstände ihr bis dahin im Wege gestanden. Anders als bei fürstlichen Hochzeiten sonst üblich wurde die Vermählung im Glückstädter Schloss eher bescheiden gefeiert.
In Glückstadt verständigten sich König und Herzog auch über das Testament des kurz zuvor kinderlos verstorbenen Grafen Anton Günther von Oldenburg und Delmenhorst, der 1664 die beiden aus dem Haus Oldenburg stammenden Herrscher Dänemarks und Schleswig-Holstein-Gottorfs gleichermaßen als Erben bestimmt hatte. 
Die Einigung zwischen Dänemark und Gottorf hielt nur bis zum Tod von König Friedrich III. 1670. Sein Sohn Christian V. versuchte die Lehnshoheit über die Gottorfer Anteile im Herzogtum Schleswig zurückzugewinnen. Anstatt entsprechend der 1667 geschlossenen Vereinbarung über das Oldenburger Erbe die Ansprüche des Gottorfer Herzogs anzuerkennen, schloss er diesen mit Unterstützung von Joachim Ernst von der abgeteilten Linie Schleswig-Holstein-Sonderburg-Plön gänzlich vom Erbe aus. Christian Albrecht unterstützte daraufhin seinen Neffen, den schwedischen König Karl XI., im Schwedisch-Brandenburgischen Krieg und verweigerte dem dänischen König Mittel für die Kriegsfinanzierung. Im Rendsburger Rezess verlor 1675 der Gottorfer Staat seine Selbständigkeit. Christian Albrecht floh vor der Besetzung seiner Ländereien nach Hamburg.